# Pass the Chicken & Listen
Pass the Chicken & Listen, album utgivet 1973 av The Everly Brothers. Pass the Chicken & Listen var duons 19:e studioalbum och det andra av två på skivbolaget RCA. Albumet producerades av Chet Atkins.
Efter att albumet utgivits splittrades duon och återförenades först tio år senare i Royal Albert Hall 23 september 1983.

## Låtlista
1. "Lay It Down" (Gene Thomas) – 3:18
2. "Husbands and Wives" (Roger Miller) – 2:23
3. "Woman Don't You Try to Tie Me Down" (Joseph Allen) – 4:01
4. "Sweet Memories" (Mickey Newbury) – 2:55
5. "Ladies Love Outlaws" (Lee Clayton) – 3:13
6. "Not Fade Away" (Buddy Holly/Norman Petty) – 2:01
7. "Watchin' It Go" (Gene Thomas) – 2:26
8. "Paradise" (John Prine) – 3:37
9. "Somebody Nobody Knows" (Kris Kristofferson) – 3:37
10. "Good Hearted Woman" (Waylon Jennings/Willie Nelson) – 2:34
11. "A Nickel for the Fiddler" (Guy Clark) – 2:24
12. "Rocky Top" (Felice Bryant/Boudleaux Bryant) – 2:53